# Sebastiana
Sebastiana  é uma liga de carnaval que reúne alguns dos mais tradicionais blocos de rua da cidade do Rio de Janeiro.
A Sebastiana foi fundada em 2000, a partir de um encontro, proposto pelo Jornal do Brasil, que reuniu diretores dos blocos Simpatia É Quase Amor, Imprensa Que Eu Gamo, Bloco do Barbas, Escravos da Mauá, Bloco de Segunda, Suvaco do Cristo, Carmelitas, Meu Bem Volto Já, Bip Bip e Clube do Samba.
A partir deste evento, a Sebastiana tornou-se um agente de resgate e revitalização da tradição do Carnaval de rua do Rio de Janeiro e um local de discussão de políticas culturais, procurando propor e implantar soluções para a viabilização dos desfiles de blocos, cujos contingentes estão em franco crescimento. Dentre os temas abordados regularmente, destacam-se a questão dos patrocínios, negociação com fornecedores, mecanismos de segurança para os foliões e organização de trânsito.